# Rajndol
Rajndol – wieś w Słowenii, w gminie Kočevje. W 2018 roku liczyła 41 mieszkańców.